# Psilochalcis frontalis
Psilochalcis frontalis är en stekelart som beskrevs av Askew 1994. Psilochalcis frontalis ingår i släktet Psilochalcis och familjen bredlårsteklar.
Artens utbredningsområde är Spanien. Inga underarter finns listade i Catalogue of Life.